# Erik Asplund
Erik Asplund ( * 9 de octubre de 1888, parroquia de Jäder, condado de Södermanland, Suecia-30 de julio de 1974 ), fue un botánico, pteridólogo, curador, y profesor sueco.

## Biografía
Asplund comenzó sus estudios en Nyköping en 1908, estudiando después en la Universidad de Upsala, graduándose en 1913 y consiguiendo el grado de doctor en 1920, siendo la tesis de la disertación sobre desarrollo floral en la familia Valerianaceae: "einiger Valerianaceen de Blüten del der de Entwicklungsgeschichte del dado del über de Studien".
Entre 1921 y 1925 fue profesor asociado en botánica en la Universidad de Upsala. En 1927 fue designado ayudante en el departamento de botánica en el Museo Sueco de Historia natural. Lo promovieron a curador en 1933, puesto que desempeñó hasta su retiro en 1953. Y desempeñó funciones de profesor desde 1957, murió en 1974.
Ya como joven estudiante, Asplund participó en varias expediciones de investigación y recolecta de especímenes. Los primeros dos viajes fueron a Spitsbergen (Svalbard) en 1913 y 1915.
Pero su mayor interés estuvo enfocado en la flora y la vegetación de Suramérica, debido sobre todo a los viajes que realizó por estas tierras.
El primer viaje de recolecta fue por Bolivia entre 1920 y 1921, donde conoció a Martín Cárdenas Hermosa al que influyó grandemente en su carrera como botánico. En este recorrido por Bolivia Asplund pasó también por tierras de Chile, Venezuela, Panamá y Brasil.
Volvió a Suramérica entre 1939 y 1940, esta vez para hacer recolectas en Ecuador, Perú y Colombia. Realizó un tercer viaje entre 1955 y 1956, por Ecuador, Perú y Venezuela.

## Honores
Dos géneros de plantas se han nombrado en su honor:
- Asplundia Harling 1954 (Cyclanthaceae)
- Asplundianthus R.M.King & H.Rob. 1975 (Asteraceae)

Además Erik Asplund describió 66 especies de plantas que llevan de epíteto su abreviatura.

## Obra
- Stockholmstraktens växter Erik Asplund con Erik Almquist, segunda edición (1937)

- La abreviatura «Aspl.» se emplea para indicar a Erik Asplund como autoridad en la descripción y clasificación científica de los vegetales.[1]